# Gare d'Ikebukuro
La gare d'Ikebukuro (池袋駅, Ikebukuro-eki) est une gare ferroviaire majeure de la ville de Tokyo au Japon. Elle est située dans l'arrondissement de Toshima, dans le quartier d'Ikebukuro. La gare est desservie par les lignes des compagnies JR East, Tokyo Metro, Seibu et Tōbu.

## Situation ferroviaire
La gare d'Ikebukuro est située au point kilométrique (PK) 15,4 de la ligne Yamanote et au PK 13,4 de la ligne Saikyō.
Elle marque le début des lignes Seibu Ikebukuro et Tōbu Tōjō.

## Histoire

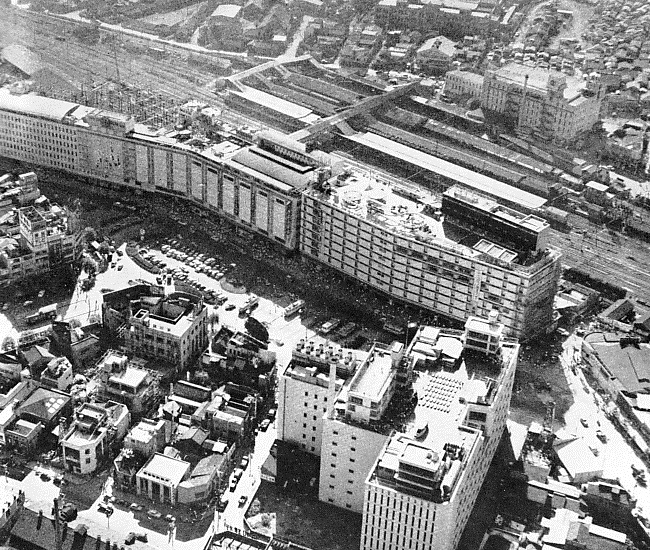
La gare d'Ikebukuro dans des années 1960.

La gare d'Ikebukuro a été inaugurée le 1er avril 1903 par la Société gouvernementale des chemins de fer japonais.
Le 1er mai 1913, la ligne Tōjō Railway (aujourd'hui la ligne Tōbu Tōjō) arrive à Ikebukuro. Le 15 avril 1915, la Musashino Railway, ancêtre de la compagnie Seibu, ouvre sa ligne entre Ikebukuro et Tanomosawa. C'est aujourd’hui la ligne Seibu Ikebukuro.
La ligne de métro Marunouchi inaugure son terminus à Ikebukuro le 20 janvier 1954. La ligne Yūrakuchō y arrive le 30 octobre 1974 et la ligne nouvelle Yūrakuchō (devenue la ligne Fukutoshin) le 7 décembre 1994.
En 2013, la fréquentation quotidienne de la gare était de plus de 2,5 millions de voyageurs en moyenne, ce qui en fait la 3e gare la plus fréquentée de Tokyo, après Shinjuku et Shibuya.

## Service des voyageurs

### Accueil
La gare d'Ikebukuro forme un vaste complexe autour des lignes JR East. Le terminal Tōbu se trouve au nord-ouest et le terminal Seibu au sud-est. Les lignes de métro sont en sous-sol.

### Desserte

#### JR East
- JA Ligne Saikyō:

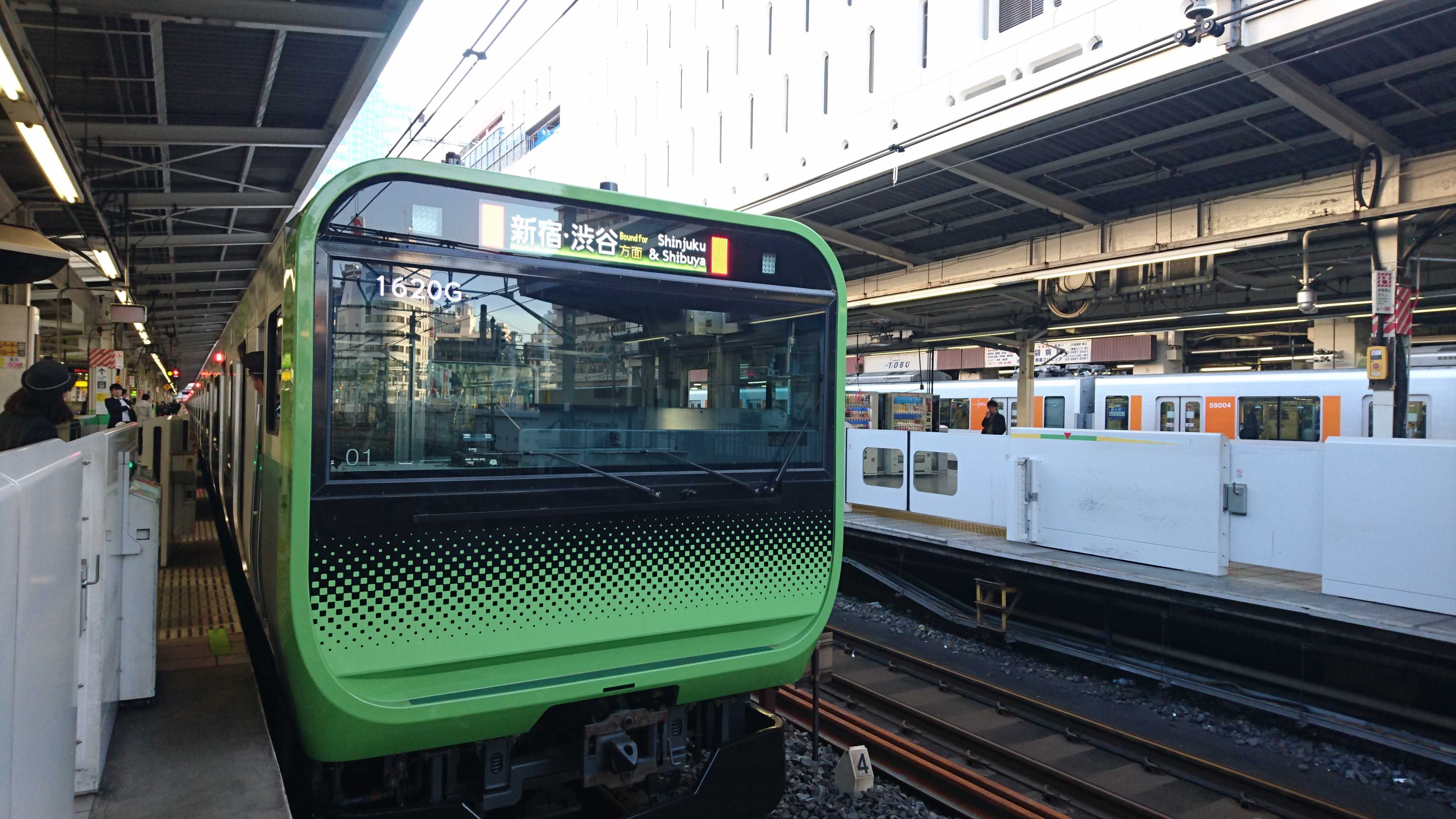
Quai de la ligne Yamanote.

  - voie 1 : direction Ōsaki (interconnexion avec la ligne Rinkai pour Shin-Kiba)
  - voie 4 : direction Ōmiya (interconnexion avec la ligne Kawagoe pour Kawagoe)
- JS Ligne Shōnan-Shinjuku :
  - voie 2 : direction Yokohama, Odawara et Zushi
  - voie 3 : direction Ōmiya, Utsunomiya et Takasaki
- JY Ligne Yamanote :
  - voies 5 et 6 : direction Shinjuku, Shibuya et Shinagawa
  - voies 7 et 8 : direction Tabata, Ueno et Tokyo

#### Seibu
- Ligne Ikebukuro :

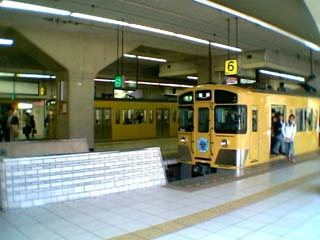
Terminus de la ligne Seibu Ikebukuro.

  - voies 1 à 7 : direction Nerima, Tokorozawa, Hannō et Seibu-Chichibu

#### Tōbu
- Ligne Tōjō :

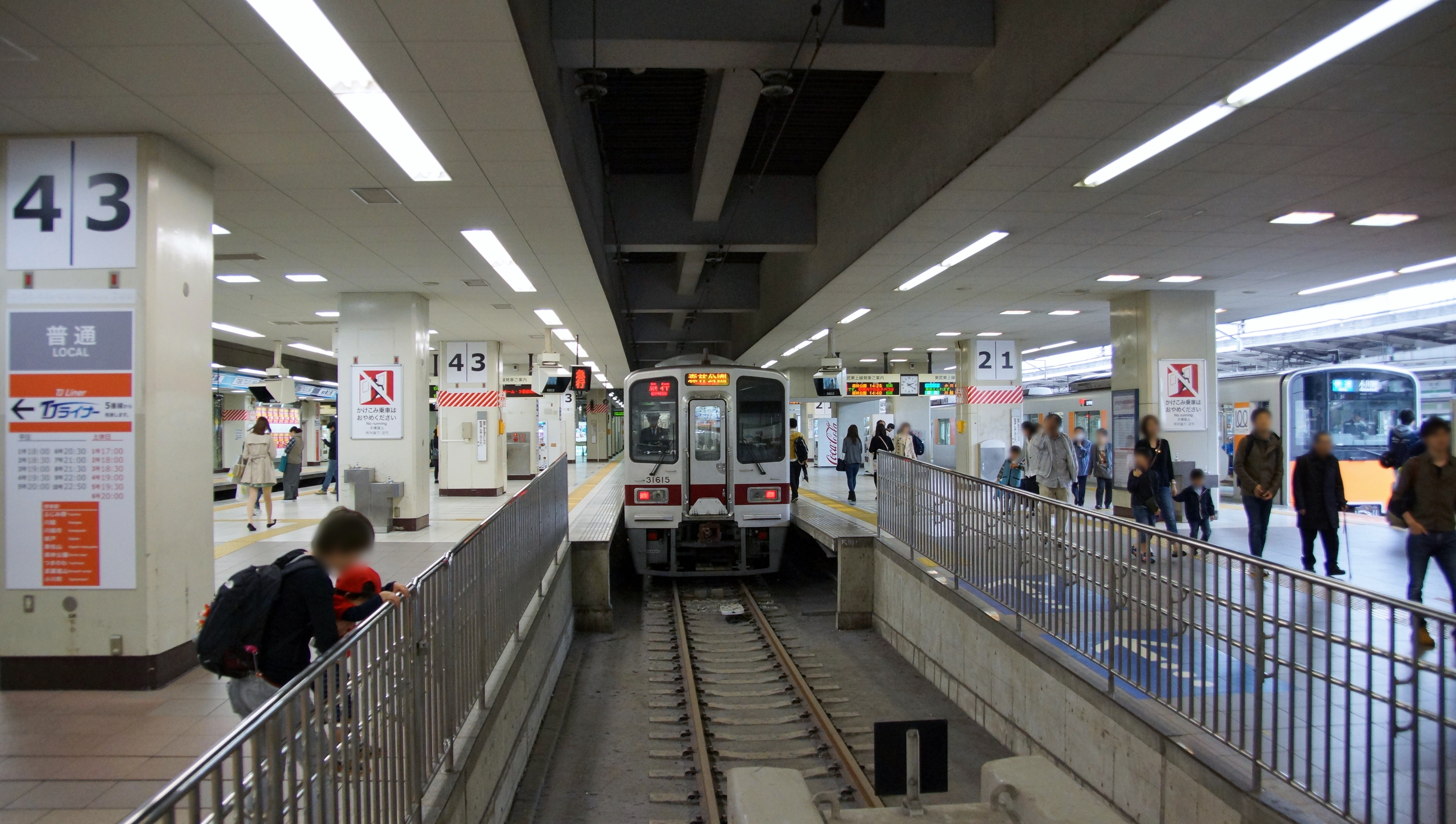
Terminus de la ligne Tōbu Tōjō.

  - voies 1 à 5 : direction Narimasu, Shiki, Kawagoe, Sakado et Ogawamachi

#### Tokyo Metro
- M Ligne Marunouchi :
  - voies 1-2 : direction Ogikubo
- Y Ligne Yūrakuchō :
  - voie 3 : direction Shin-Kiba
  - voie 4 : direction Kotake-Mukaihara (interconnexion avec la ligne Seibu Yūrakuchō pour Hannō) ou Wakōshi (interconnexion avec la ligne Tōbu Tōjō pour Shinrinkōen)
- F Ligne Fukutoshin :
  - voie 5 : direction Shibuya (interconnexion avec la ligne Tōkyū Tōyoko pour Yokohama)
  - voie 6 : direction Kotake-Mukaihara (interconnexion avec la ligne Seibu Yūrakuchō pour Hannō) ou Wakōshi (interconnexion avec la ligne Tōbu Tōjō pour Shinrinkōen)